# (9812) Danco
(9812) Danco (1998 SJ144) – planetoida z grupy pasa głównego asteroid okrążająca Słońce w ciągu 3,41 lat w średniej odległości 2,26 j.a. Odkryta 18 września 1998 roku.